# أرني مونيوث
أرني مونيوث (بالإنجليزية: Arnie Muñoz)‏ هو لاعب كرة قاعدة دومينيكاوي، ولد في 21 يونيو 1982 في ماو في جمهورية الدومينيكان.

## وصلات خارجية
- أرني مونيوث على موقع دوري كرة القاعدة الرئيسي (الإنجليزية)
- أرني مونيوث على موقعبيزبول رفرنس.كوم (الدوري الرئيسي) (الإنجليزية)
- أرني مونيوث على موقع إي إس بي إن.كوم (أم.أل.بي) (الإنجليزية)
- أرني مونيوث على موقع مشجعي الرسوم البيانية (الإنجليزية)